# 米斯拉夫·贝兹马利诺维奇
米斯拉夫·贝兹马利诺维奇（1967年5月11日—2024年8月31日），克罗地亚男子水球运动员。他曾代表南斯拉夫国家队参加1988年夏季奥林匹克运动会水球比赛，获得一枚金牌。